# Happy hardcore
Happy hardcore är en musikgenre inom elektronisk dansmusik. Den uppstod i början av 1990-talet. Den utmärker sig genom att ha ett högt tempo, typiskt mellan 160 och 200 BPM. En undergenre till Happy hardcore är UK Hardcore.
Happy hardcore har rötterna i hardcore techno och ravemusiken i början av 1990-talet under inflytande av den gladare eurodancen. Den tidiga happy hardcoren kännetecknas dels av ett piano som spelar ackord i hög takt, dels av breakbeattrummor. Runt 1994–1995 förändrades stilen till att bli mer melodisk. Bland andra Blümchen, Scooter, Dune, Charly Lownoise & Mental Theo och Marusha slog igenom inom genren runt den här tiden. Happy hardcore blev mainstream under några år tills den tappade i popularitet runt 1998. Under 2000-talet har genren fortsatt att utvecklas och återfått viss popularitet.
En närbesläktad genre är happy gabber, i Storbritannien kallad bouncy techno. Den utvecklades ungefär samtidigt som happy hardcore och drev till viss del utvecklingen av den senare.

## Artister inom happy hardcore

### Föregångare
- Brisk
- Citadel of Kaos
- Force & Styles
- Ham
- Hixxy
- Jimmy J & Cru-L-T
- DJ Kaos & Kevin Energy
- DJ Sy
- Vinylgroover

### Ännu verksamma artister
- Breeze & Styles
- S3RL
- Brisk
- Exode
- Gammer
- Ham
- Hixxy
- Joey Riot
- Scott Brown
- Seduction
- Slipmatt
- DJ Sy
- QFX
- Q-Tex

### Tidiga skivbolag
- Kniteforce
- Just Another Label
- UK Dance
- Slammin' Vinyl
- Remix Records